# Utah Olympic Oval
Das Utah Olympic Oval ist ein Eisstadion im Oquirrh Park in Kearns (Utah) (Großraum Salt Lake City). Nach der 104. IOC-Session, bei der Salt Lake City als Austragungsort gewählt wurde, begannen die Planung und der Bau der Halle für die Olympischen Winterspiele 2002. Die in 1425 Meter Höhe über dem Meeresspiegel gelegene Halle umfasst neben der 400 Meter langen Eisschnelllaufbahn zwei im Innenbereich angelegte Eishockeyfelder. Umschlossen wird die Bahn von einer 442 Meter langen Leichtathletikbahn. Das Olympic Oval bietet 3000 Sitzplätze für Zuschauer.
Der erste internationale Wettkampf war die Einzelstrecken-WM 2001. Auf Anhieb wurden an diesem Wochenende 7 Weltrekorde aufgestellt. Catriona LeMay Doan über 500 Meter und 2-mal 500 Meter, Monique Garbrecht-Enfeldt über 1000 Meter, Gunda Niemann-Stirnemann über 5000 Meter, Hiroyasu Shimizu über 500 Meter und 2-mal 500 Meter und Jeremy Wotherspoon über 1000 Meter. Dank ihrer Höhenlage gilt die Halle, vor allem bei den Sprintern, als die schnellste Eisschnelllaufbahn der Welt.

## Olympische Winterspiele
2002 wurden in der Halle die Entscheidungen im Eisschnelllauf ausgetragen. Speziell für die Spiele wurde die Anzahl der Sitzplätze auf 6500 erhöht. Alle Eintrittskarten fanden einen Käufer und erlaubten damit über 53000 Zuschauern live den Wettkämpfen beizuwohnen. Bis auf die 2-mal 500 Meter wurden auf allen Strecken Weltrekorde aufgestellt. Darunter auch der Weltrekord von Claudia Pechstein mit 6:46,91 Minuten über 5000 Meter, der bis heute noch gültige deutsche Rekord.

## Internationale Wettkämpfe
| Olympische Winterspiele           | 2002 |
| Einzelstreckenweltmeisterschaften | 2001, 2007, 2020 |
| Sprintweltmeisterschaft           | 2005, 2013 |
| Weltcup                           | 2001/02, 2002/03, 2003/04, 2005/06, 2006/07, 2007/08, 2008/09, 2009/10, 2010/11, 2011/12, 2013/14, 2015/16, 2017/18, 2018/19 |

## Bahnrekorde
Das Utah Olympic Oval zählt zu den schnellsten Eisschnelllaufbahnen der Welt.

### Frauen
| Strecke      | Athlet                                  | Zeit          | Datum               | Wettkampf                       |
| ------------ | --------------------------------------- | ------------- | ------------------- | ------------------------------- |
| 0100 m       | Jenny Wolf                              | 0 10,21 (WR)  | 7. März 2009        | Weltcup 2008/09                 |
| 0500 m       | Lee Sang-hwa                            | 0 36,36 (WR)  | 16. November 2013   | Weltcup 2013/14                 |
| 01000 m      | Brittany Bowe                           | 01:11,61 (WR) | 9. März 2019        | Weltcup 2018/19                 |
| 01500 m      | Miho Takagi                             | 01:49,83 (WR) | 10. März 2019       | Weltcup 2018/19                 |
| 03000 m      | Martina Sáblíková                       | 03:52,02 (WR) | 9. März 2019        | Weltcup 2018/19                 |
| 05000 m      | Natalja Woronina                        | 06:39,02 (WR) | 15. Februar 2020    | Weltcup 2019/20                 |
| 10.000 m     | Eva Rodansky                            | 15:45,88      | 5. März 2005        | American Cup Finale 2005        |
| Team Pursuit | JapanMiho Takagi Ayano Satō Nana Takagi | 02:50,76      | 14. Februar 2020    | Weltcup 2019/20                 |
| Mehrkampf    | Athlet                                  | Punkte        | Datum               | Wettkampf                       |
| 2 × 500 m    | Heather Richardson                      | 074,190 (WR)  | 28. Dezember 2013   | US Olympic Trials               |
| Sprint-MK    | Heather Richardson                      | 148,015       | 26.–27. Januar 2013 | Sprint-WM 2013                  |
| Mini-MK      | Joy Beune                               | 153,776       | 11. März 2018       | Weltcup 2017/2018               |
| Kleiner MK   | Cindy Klassen                           | 159,605       | 8.–9. Januar 2005   | Amerika/Ozeanien WM Quali. 2005 |

Nicht oder nicht mehr im internationalen Wettkampf ausgetragen.
- Stand: 16. Januar 2024[4]
- Summe der auf 500 Meter heruntergebrochenen Einzelstrecken (500, 1000, 1500, 3000, 5000 Meter): 189,050 Pkt.
- WR – Weltrekord

### Männer
| Strecke      | Athlet                                              | Zeit            | Datum                 | Wettkampf                              |
| ------------ | --------------------------------------------------- | --------------- | --------------------- | -------------------------------------- |
| 0100 m       | Yūya Oikawa                                         | 0 9,40 (WR)     | 6. März 2009          | Weltcup 2008/09                        |
| 0500 m       | Pawel Kulischnikow                                  | 033,61 (WR)     | 9. März 2019          | Weltcup 2018/19                        |
| 01000 m      | Pawel Kulischnikow                                  | 01:05,69 (WR)   | 15. Februar 2020      | Weltcup 2019/20                        |
| 01500 m      | Kjeld Nuis                                          | 01:40,17 (WR)   | 10. März 2019         | Weltcup 2018/19                        |
| 03000 m      | Casey Dawson                                        | 03:38,07        | 27. Februar 2021      | Time Trials 2021                       |
| 05000 m      | Nils van der Poel                                   | 06:01,56 (WR)   | 3. Dezember 2021      | Weltcup 2021/22                        |
| 10.000 m     | Graeme Fish                                         | 12:33,86 (WR)   | 14. Februar 2020      | Weltcup 2019/20                        |
| 60 min       | Casper Helling                                      | 41969,10 m (WB) | 15. März 2007         | ?                                      |
| Team Pursuit | NiederlandeSven Kramer Douwe de Vries Marcel Bosker | 03:34,47 (WR)   | 5. Dezember 2021      | Weltcup 2021/22                        |
| Mehrkampf    | Athlet                                              | Punkte          | Datum                 | Wettkampf                              |
| 2 × 500 m    | Jeremy Wotherspoon                                  | 068,170 (WR)    | 10.–11. November 2007 | Weltcup 2007/08                        |
| Sprint-MK    | Michel Mulder                                       | 136,790 (WR)    | 26.–27. Januar 2013   | Sprint-WM 2013                         |
| Mini-MK      | Ronald Macky                                        | 150,809         | 5.–6. März 2005       | American Cup Finale 2005               |
| Kleiner MK   | Keith Sulzer                                        | 152,681         | 12.–14. Februar 2010  | Nordamerikanische Meisterschaften 2010 |
| Großer MK    | Shani Davis                                         | 147,755         | 27.–28. Dezember 2007 | USA Meisterschaften 2008               |

Nicht oder nicht mehr im internationalen Wettkampf ausgetragen.
- Stand: 16. Januar 2024[4]
- Summe der auf 500 Meter heruntergebrochenen Einzelstrecken (500, 1000, 1500, 5000, 10.000 Meter): 175,145 Pkt.
- WR – Weltrekord

### Aufgestellte Weltrekorde
- Liste der jüngsten fünf im Utah Olympic Oval aufgestellten Weltrekorde im Eisschnelllauf.

| Nr.                                        | Disziplin     | Zeit/Punkte | Athlet             | Datum             |
| ------------------------------------------ | ------------- | ----------- | ------------------ | ----------------- |
| 63                                         | 01000 Meter   | 01:12,18    | Brittany Bowe      | 22. November 2015 |
| 62                                         | 01000 Meter   | 01:50,85    | Heather Richardson | 21. November 2015 |
| 61                                         | 10.000 Meter  | 12:36,30    | Ted-Jan Bloemen    | 21. November 2015 |
| 60                                         | 0500 Meter    | 033,98      | Pawel Kulischnikow | 20. November 2015 |
| 59                                         | 2 × 500 Meter | 074,190     | Heather Richardson | 28. Dezember 2013 |
| Liste mit allen aufgestellten Weltrekorden |               |             |                    |                   |

- Stand: November 2015